# Ефективне випромінювання
Ефективне випромінювання -  різниця між власним випромінюванням земної поверхні і зустрічним випромінюванням, що до неї надходить з атмосфери. При ясному небі ефективне випромінювання високе, із збільшенням хмарності воно зменшується.
| Земля | Це незавершена стаття з географії. Ви можете допомогти проєкту, виправивши або дописавши її. |